# Troy Dalbey
	Troy Lane Dalbey (19 september 1968) is een Amerikaans zwemmer.

## Biografie
Dalbey won tijdens de Olympische Zomerspelen van 1988 de gouden medaille op de 4×100 meter vrije slag en de 4×200 meter vrije slag beiden keren in een wereldrecord.

## Internationale toernooien
| Jaar | Olympische Spelen                                          | Wereldkampioenschappen                                                                   | Pan-Pacifische                                           |
| ---- | ---------------------------------------------------------- | ---------------------------------------------------------------------------------------- | -------------------------------------------------------- |
| 1988 | 7e 200m vrije slag · 4x100m vrije slag · 4x200m vrije slag |                                                                                          |                                                          |
| 1989 |                                                            |                                                                                          |                                                          |
| 1990 |                                                            |                                                                                          |                                                          |
| 1991 |                                                            | 6e 200m vrije slag · 4x100m vrije slag · Dalbey zwom enkel de series · 4x200m vrije slag | 12e 50m vrije slag 7e 100m vrije slag 6e 200m vrije slag |

1964: Clark, Austin, Ilman, Schollander ·
1968: Zorn, Rerych, Spitz, Walsh ·
1972: Edgar, Murphy, Heidenreich, Spitz ·
1984: Cavanaugh, Heath, Biondi, Gaines ·
1988: Jacobs, Dalbey, Jager, Biondi ·
1992: Hudepohl, Biondi, Jager, Olsen ·
1996: Olsen, Davis, Schumacher, Hall ·
2000: Klim, Fydler, Callus, Thorpe ·
2004: Schoeman, Ferns, Townsend, Neethling ·
2008: Phelps, Weber-Gale, Jones, Lezak ·
2012: Leveaux, Gilot, Lefert, Agnel ·
2016: Dressel, Phelps, Held, Adrian ·
2020: Dressel, Pieroni, Becker, Apple ·
2024: Alexy, Guiliano, Armstrong, Dressel
1908: Derbyshire, Radmilovic, Foster, Taylor ·
1912: Healy, Champion, Boardman, Hardwick ·
1920: McGillivray, Kealoha, Ross, Kahanamoku ·
1924: O'Connor, Glancy, Breyer, Weissmuller ·
1928: Clapp, Laufer, Kojac, Weissmuller ·
1932: Miyazaki, Yusa, Yokoyama, Toyoda ·
1936: Yusa, Sugiura, Taguchi, Arai ·
1948: Ris, McLane, Wolf, Smith ·
1952: Moore, Woolsey, Konno, McLane ·
1956: O'Halloran, Devitt, Rose, Henricks ·
1960: Harrison, Blick, Troy, Farrell ·
1964: Clark, Saari, Ilman, Schollander ·
1968: Nelson, Rerych, Spitz, Schollander ·
1972: Kinsella, Tyler, Genter, Spitz ·
1976: Bruner, Furniss, Naber, Montgomery ·
1980: Kopljakov, Salnikov, Stoekolkin, Krylov ·
1984: Heath, Larson, Float, Hayes ·
1988: Dalbey, Cetlinski, Gjertsen, Biondi ·
1992: Lepikov, Pysjnenko, Tajanovitsj, Sadovy ·
1996: Davis, Hudepohl, Schumacher, Berube ·
2000: Thorpe, Klim, Pearson, Kirby ·
2004: Phelps, Lochte, Vanderkaay, Keller ·
2008: Phelps, Lochte, Berens, Vanderkaay ·
2012: Lochte, Dwyer, Berens, Phelps ·
2016: Dwyer, Haas, Lochte, Phelps ·
2020: Dean, Guy, Richards, Scott ·
2024: Guy, Dean, Richards, Scott